# Edwin Justus Mayer
Edwin Justus Mayer (Nova York, 8 de novembre de 1896 - Nova York, 11 de setembre de 1960) va ser un guionista estatunidenc. Va escriure o coescriure els guions de 47 pel·lícules entre 1927 i 1958. Va treballar en molts guions, però ara se'l recorda pel seu treball amb Ernst Lubitsch. Va treballar amb Lubitsch en els guions de Ser o no ser (1942) i A Royal Scandal (1945). Aquesta última va tenir un mal rendiment a la taquilla, però és considerada per molts com una de les millors pel·lícules de Lubitsch.

## Vida personal i familiar
Mayer va néixer al 71 W. 125th Street a la ciutat de Nova York, fill de Paul, que va néixer a Karlovy Vary mentre la ciutat formava part de l'Imperi Austríac, i Isabella Mayer. Tenia dos germans, les germanes Olga i Estelle. La targeta de reclutament de Mayer per a la Primera Guerra Mundial, emplenada el 1917 o el 1918, mostra que ell i la seva mare vivien junts al 108 W. 95th Street i que treballava a Broadway a Manhattan. A més, la targeta el descrivia com a de complexió alta i esvelta, amb els cabells i els ulls marrons, tot i que va assenyalar que estava cec a l'ull esquerre.
Mayer estava casada amb Frances O'Neill (n. ~1900 a Espanya) i, amb ella, va tenir almenys dos fills, un d'ells va ser l'escriptor i productor de televisió Paul Avila Mayer.

## Filmografia seleccionada
- The Devil Dancer (1927)
- The Love Mart (1927)
- Ned McCobb's Daughter (1928)
- The Divine Lady (1929)
- The Unholy Night (1929)
- Our Blushing Brides (1930)
- Romance (1930)
- Tonight Is Ours (1933)
- Thirty Day Princess (1934)
- The Affairs of Cellini (1934)
- They Met in Bombay (1941)
- Ser o no ser (To Be or Not to Be) (1942)
- A Royal Scandal (1945)
- To Be or Not to Be (1983 - del guió de 1942)